# 別爾達河
47°13′45″N 36°29′35″E / 47.22917°N 36.49306°E

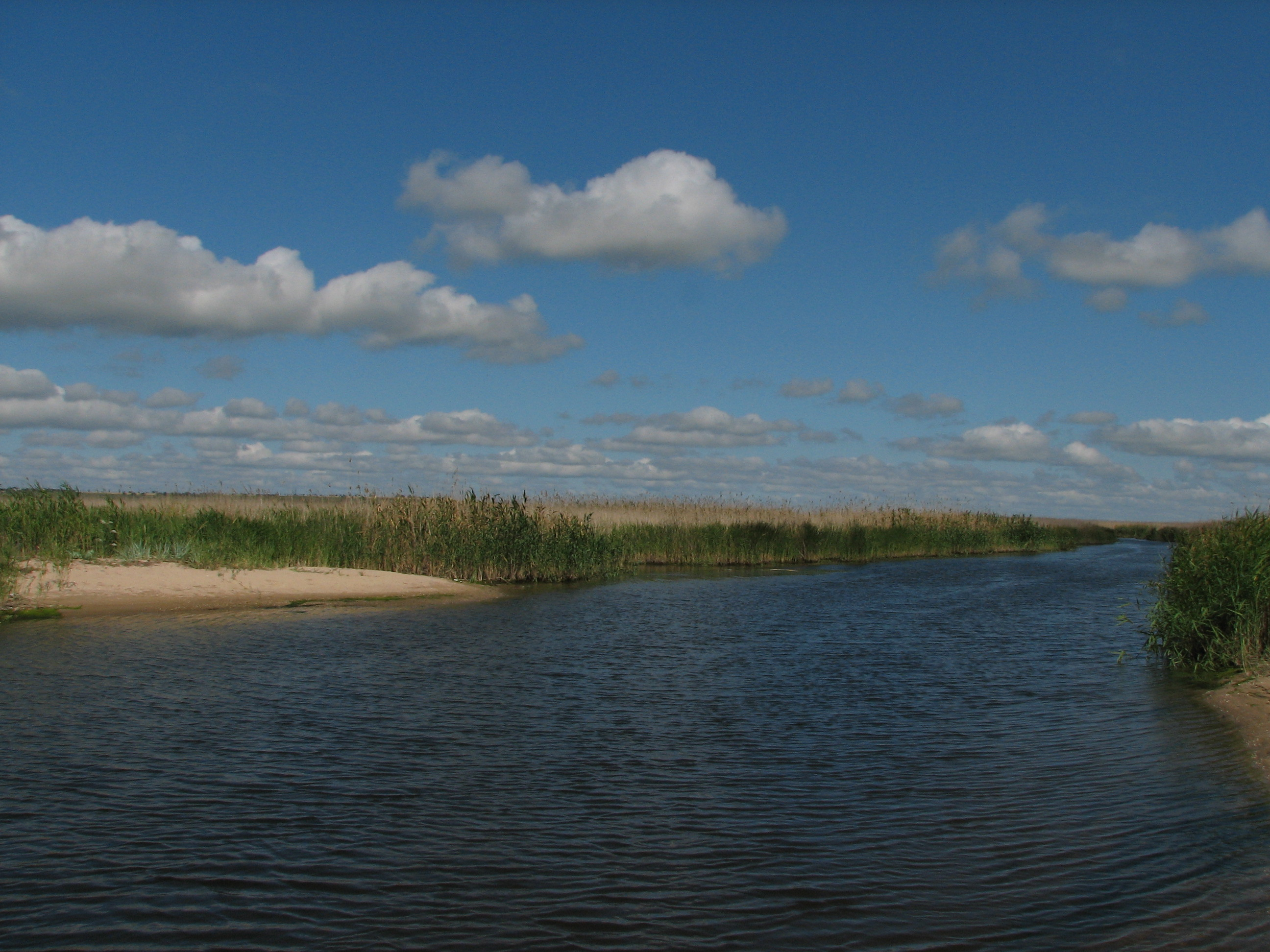

別爾達河（羅馬化：Berda）是位於烏克蘭南部扎波羅熱州的河流。該河源於亞速高地的布拉霍維申卡，終於亞速海，河道全長125公里，流域面積1,750平方公里。